# Titre attribué aux conjoints de dirigeants d'État
Le titre attribué aux conjoints de dirigeants d'État varie fortement selon les pays et les âges. Il va de l'absence de titre, le conjoint n'ayant aucun rôle reconnu, à des dénominations telles que First Lady ou Première dame pour des épouses de président, spouse, terme introduit en Grande-Bretagne et désignant aussi bien le conjoint masculin que féminin du premier ministre, consort pour le conjoint d'un monarque, impératrice pour la conjointe d'un empereur, à d'autres appellations plus spécifiques.
Historiquement, les termes employés évoluent, reflétant les évolutions du régime politique ainsi que les évolutions sociologiques, telles que l'apparition de conjoints non mariés, de dirigeants féminins à des postes traditionnellement masculins, ou encore la reconnaissance du rôle public d'un conjoint. 

## Rôle officiel, officieux ou absence de rôle
Le rôle d'un conjoint varie de l'absence de reconnaissance, auquel cas il n'existe pas de titre, comme en Allemagne pour le conjoint du chancelier, à la reconnaissance d'un statut officiel excluant l'exercice du pouvoir à part entière dans le cas du Japon en passant par une reconnaissance symbolique ou protocolaire de son rôle, mais sans statut comme aux États-Unis où le titre de « First Lady » a été attribué sous la pression des médias.

## Reflet ou pas du rang du dirigeant
Lorsque les termes de « première dame » et « seconde dame » ou leurs équivalents anglais sont employés, ils reflètent généralement la structure du pouvoir et l'importance du rôle attribué à leurs conjoints respectifs. Cet usage n'est toutefois pas systématique, puisqu'en Italie, l'appellation de Prima donna est attribuée à l'épouse du Président de la République qui, dans le cadre de cette démocratie parlementaire, a un rôle moindre que le président du conseil.

## Spouse, une nouvelle dénomination mixte
Le terme de « spouse » a été créé en Grande-Bretagne pour désigner le conjoint ou la conjointe du Premier ministre. Il s'applique indistinctement aux conjoints ou conjointes.
En Australie, où le conjoint du Premier ministre avait toujours été une femme jusqu'à la nomination de Julia Gillard en 2010, il n'existe pas de terme consacré, et l'épouse du Premier ministre était simplement appelée « Épouse du Premier ministre » (Prime Minister's wife). Sur le site officiel de présentation des Premiers ministres, les rubriques dédiées aux conjoints affichent le terme officiel de  Prime ministerial spouse. Le concubin (partner) de la Première ministre[Qui ?] actuelle[Quand ?], lorsqu'il n'est pas désigné sous ce terme, est  quelquefois surnommé « premier mec » (First bloke) par la presse australienne, terme qu'il a littéralement endossé en revêtant, en juin 2012, un blouson affichant cette inscription brodée .

## Autres dénominations diverses
Au Congo-Brazzaville, l'épouse du président de la République est appelée « maama » en munukutuba et « mama » en lingala, au sens de « mère », et est l'épouse du « taata » ou « tata », le « père » [de la nation]. En Iran, l'épouse du Chah était appelée la Chahbanou.

## Pour aller plus loin